# Sarcinodes subvirgata
Sarcinodes subvirgata là một loài bướm đêm trong họ Geometridae.